# Frédéric Ier de Saxe
Pour les articles homonymes, voir Frédéric Ier.
Frédéric Ier dit « Le Belliqueux » (en allemand : Friedrich der Streitbare), né à Altenbourg le 11 avril 1370 et décédé à Altenbourg le 4 janvier 1428, est un prince de la maison de Wettin, fils du margrave Frédéric III de Misnie et de Catherine de Henneberg. Il fut co-margrave de Misnie de 1381 et électeur de Saxe de 1423 jusqu'à sa mort. 
Le premier prince-électeur des Wettin, il a reçu le duché de Saxe-Wittemberg lié à l'électorat de Saxe par acte de l'empereur Sigismond du 6 janvier 1423 après l'extinction des derniers représentants de la maison d'Ascanie. 

## Biographie
Frédéric est le fils aîné de Frédéric III le Sévère (1332–1381), margrave de Misnie et landgrave de Thuringe depuis 1349, et de son épouse Catherine (1334–1397), fille du comte franconien Henri d'Henneberg-Schleusingen. Encore mineur à la mort de son pére le 21 mai 1381, il est mis sous tutelle de sa mère jusqu'en 1390, lorsque son oncle Guillaume Ier est devenu margrave. En 1382, Frédéric et ses frères Guillaume II et Georges ont obtenu l'Osterland et le margraviat de Landsberg, le pays sur la Pleiße (Terra Plisensis), la comté d'Orlamünde, ainsi que les domaines de Kahla, d'Iéna et de Naumbourg.
Il succède dans la marche de Misnie à la mort de son oncle en 1407, conjointement avec son frère cadet Guillaume II et son cousin Frédéric IV. 
Il est le cofondateur de l'université de Leipzig le 4 décembre 1409 avec son frère Guillaume II. Cet établissement est fondé par 2 000 docteurs, maîtres et étudiants germanophones qui quittent l'université de Prague en mai 1409 à la suite des nouvelles règles favorisant les Tchèques. Le 18 janvier 1409 le roi Venceslas de Bohême a en effet par le décret de Kutna Hora accordé trois voix a la nation universitaire tchèque organisée désormais sur une base linguistique tandis que les trois autres nations n'en détenaient qu'une.
Fidèlement attaché à la maison de Luxembourg, Frédéric combat aux côtés de l'ordre Teutonique contre les Lituaniens et participe aux croisades contre les hussites dès 1420. Le 5 août 1421, il remportera une bataille contre les forces hussites sous le commandement de Jan Želivský à Brüx (Most).

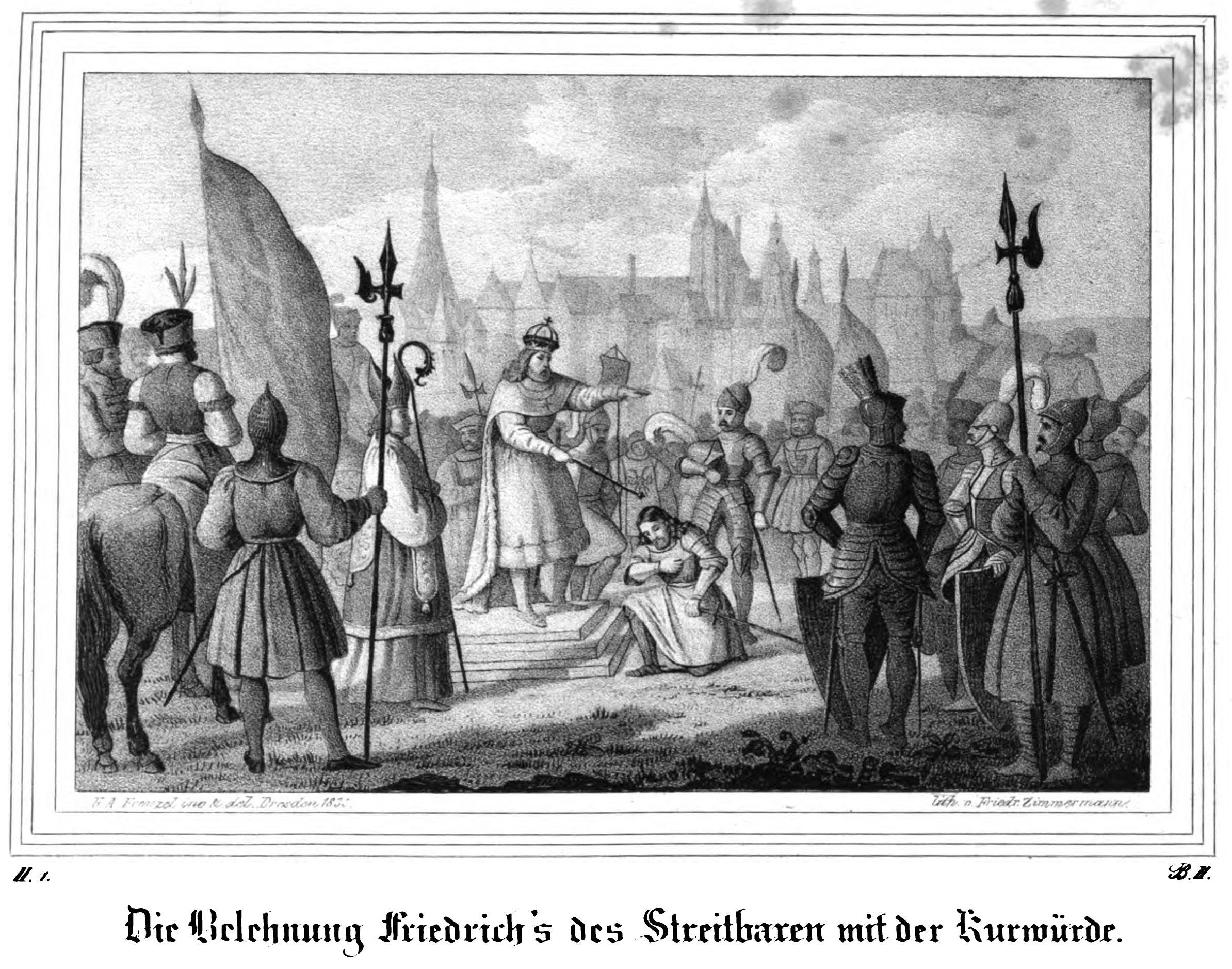
Frédéric est inféodé avec l'électorat de Saxe (dessin de 1836).

Avec l'extinction des derniers représentants de la maison d'Ascanie en novembre 1422, l'empereur Sigismond de Luxembourg attribue le 6 janvier 1423 le duché de Saxe-Wittemberg et la dignité électorale ainsi que le titre de burgrave de Magdebourg et le comté de Brehna à Frédéric Ier. Cette promotion suscite les réclamations de l'électeur Frédéric Ier de Brandebourg et du duc ascanien Éric V de Saxe-Lauenbourg qui mettent en avant leur parenté avec le dernier duc Albert III de Saxe-Wittemberg. Frédéric Ier est néanmoins officiellement investi le 1er août 1425 lors de la Diète de Bingen et devient ainsi le premier électeur de Saxe de la nouvelle lignée. 
Après la mort de son frère Guillaume II, le 30 mars 1425, Frédéric Ier régnait sur la majorité des pays de la maison de Wettin, à l'exception du landgraviat de Thuringe. 
Les troupes de Frédéric Ier sont défaites en 1425 lors de la bataille de Brüx et le 15 juin 1426 à Aussig. Il est lui-même est vaincu par Procope le Grand en 1427. Il meurt en revenant de cette expédition à Altenbourg le 4 janvier 1428. Il est inhumé dans la « Chapelle des Princes » de la maison de Wettin de la cathédrale de Meissen.

## Mariage et descendance

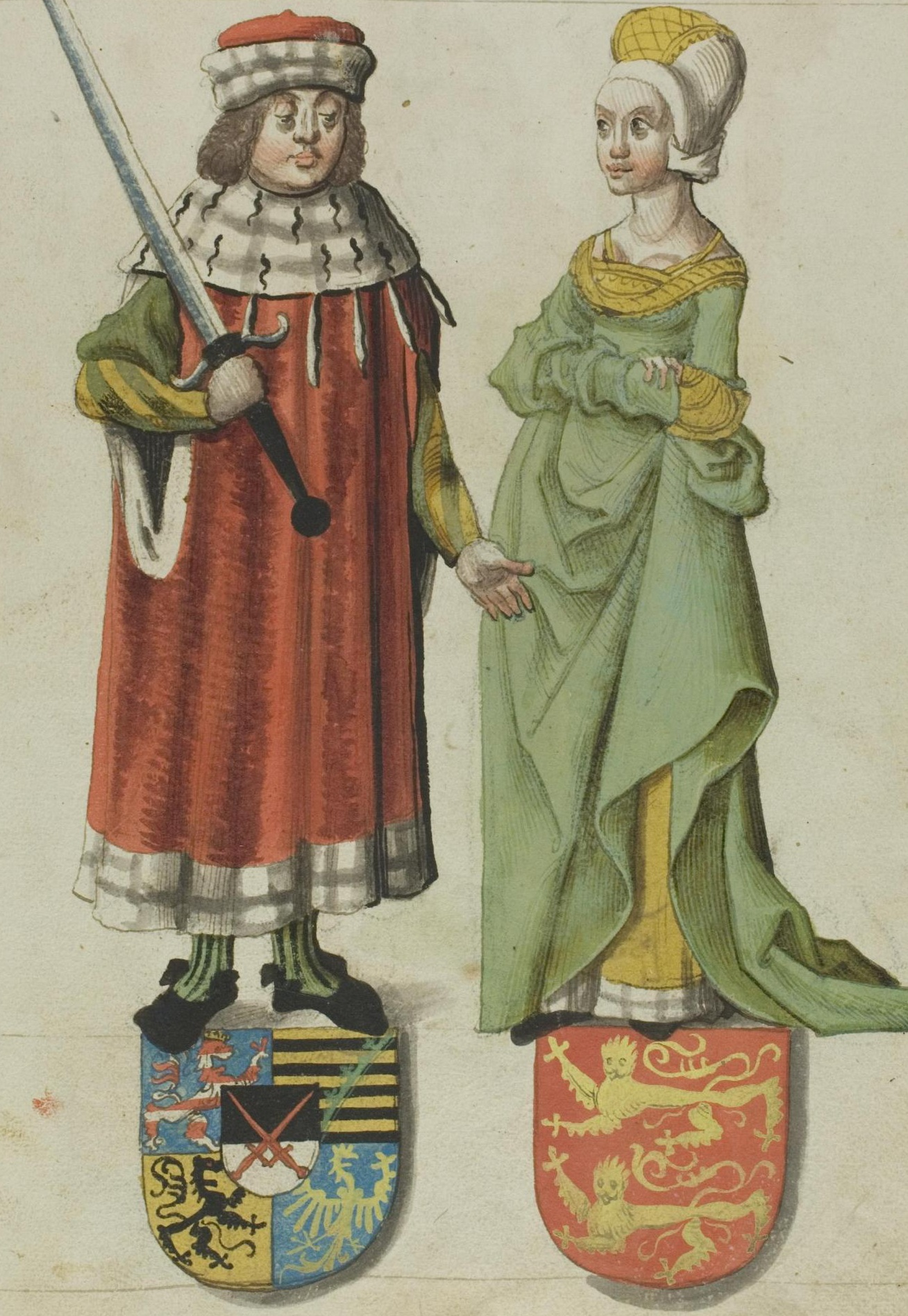
Frédéric et Catherine, Sächsisches Stammbuch (XVIe siècle).

Frédéric Ier de Saxe épouse le 8 février 1402 Catherine (1395–1442), fille du duc Henri Ier de Brunswick. Sept enfants sont issus de cette union :
- Catherine de Saxe, morte jeune ;
- Frédéric II (1412–1464), électeur de Saxe ;
- Sigismond (1416–1471), il entre dans les ordres et est évêque de Wurtzbourg ;
- Anne de Saxe (de) (1420-1462), en 1433 elle épouse le landgrave Louis Ier de Hesse ;
- Catherine de Saxe (de) (1421-1476), en 1441 elle épouse l'électeur Frédéric II de Brandebourg (1413-1471) (maison de Hohenzollern) ;
- Henri (1422-1435), duc de Saxe ;
- Guillaume III (1425–1482), landgrave de Thuringe (sous le nom de Guillaume II), duc titulaire de Luxembourg.